# Christiane Sertilange
Christiane Henriette Bourin dite Christiane Sertilange, née  le 19 novembre 1924 dans le 10e arrondissement de Paris et morte le 25 juin 2018 à Nogent-le-Rotrou (Eure-et-Loir), est une actrice française.
Elle sera connue sous le nom de Christiane Tarride après la fin de sa carrière cinématographique.

## Biographie
Christiane Henriette Bourin naît le 19 novembre 1924 à Paris au 129 rue du Faubourg Saint-Denis où ses parents,  Henri Bourin et Marie-Antoinette Sertillanges, sont coiffeurs. Elle prendra comme nom de scène le nom de sa mère sous une forme orthographiquement simplifiée.
Elle épouse en novembre 1946 Jean-Charles Berniaud dit Jean Daurand avec qui elle tourne plusieurs films (Le silence est d'or, L'Armoire volante, Allô... je t'aime). Ils divorcent en 1953.
Elle épouse en secondes noces Jacques Tarride en 1960 et elle s'installe avec lui à Courville-sur-Eure (Eure-et-Loir) où ils fondent une troupe de théâtre amateur qu'ils animent jusqu'en 1986. Après le décès de son mari, Christiane Tarride continue à vivre à Courville. Sans descendance, elle lègue à sa mort en 2018 quatre millions d'euros à la commune pour l'édification d'une salle de spectacle dans un délai de cinq ans.

## Filmographie
- 1945 : J'ai dix-sept ans d'André Berthomieu
- 1946 : Cyrano de Bergerac de Fernand Rivers
- 1946 : Gringalet d'André Berthomieu
- 1947 : Le silence est d'or de René Clair
- 1948 : L'Armoire volante de Carlo Rim
- 1948 : Sergil et le Dictateur de Jacques Daroy
- 1949 : La Soif des hommes de Serge de Poligny
- 1951 : Les Maîtres nageurs de Henri Lepage
- 1951 : Descendez, on vous demande de Jean Laviron
- 1952 : Allô... je t'aime d'André Berthomieu